# Buttobi!! CPU
Buttobi!! (яп. ぶっとび!!CPU Буттоби!! CPU) — манга Каору Синтани, выходившая с 1995 по 1997 годы. В 1997 году вышла аниме-адаптация манги.

## Сюжет
Главный персонаж, Акира Такаока, долгое время копил деньги, чтобы купить свой собственный компьютер. Когда он приходит на распродажу компьютеров, оказывается, что 9821-AX, к которым он приценивался, уже проданы. Однако, некий старик на улице предлагает Акире купить такой же компьютер, якобы полученный из обанкротившегося магазина. Раскрыв коробку, персонаж выясняет, что на самом деле ему продали 2198-AX — биокомпьютер в форме девушки, которую он называет Мими. Мими способна на такие вещи как лучевая атака или моментальный ремонт разрушенного дома. Однако, для функционирования её программ требуется достаточное количество оперативной памяти и единственный способ эту память увеличить — ввести в девушку сперму владельца. При этом, процедуру нужно повторять не реже чем раз в три дня. Вскоре персонажи сталкиваются с аналогичными компьютерами американского производства, стремящимися уничтожить японские модели и захватить японский рынок.

## Персонажи
Акира Такаока (яп. 高岡 章 Такаока Акира) — главный персонаж. Студент, владелец Мими.
Сэйю: Кацуаки Арима
Мими Такаока (яп. 高岡 ミミ Такаока Мими) — главная героиня. Биокомпьютер модели 2198-AX. Знакомым Акиры представлена как его кузина, приехавшая из-за границы.
Сэйю: Кёко Цуруно